# Дурант (Оклахома)
Дурант (енгл. Durant) град је у америчкој савезној држави Оклахома.

## Демографија
По попису из 2010. године број становника је 15.856, што је 2.307 (17,0%) становника више него 2000. године.
| Група             | 2000.          | 2010.          |
| Белци             | 10.497 (77,5%) | 11.286 (71,2%) |
| Афроамериканци    | 209 (1,5%)     | 356 (2,2%)     |
| Азијати           | 122 (0,9%)     | 112 (0,7%)     |
| Хиспаноамериканци | 483 (3,6%)     | 1.131 (7,1%)   |
| Укупно            | 13.549         | 15.856         |